# Agostino Lazzari
Agostino Lazzari (Sestri Ponente, barri de Gènova, 11 de novembre del 1919 – Gènova, Ligúria, 28 de gener del 1981) va ser un tenor líric lleuger amb una veu clara, un timbre agradable i una tècnica excel·lent, va debutar oficialment el 1946 al Teatro Regio de Parma amb el paper del comte Almaviva a El barber de Sevilla, una òpera que romandria al seu repertori durant molts anys.
Després de l'èxit afalagador del seu debut, la seva carrera va continuar en teatres provincials. El 1948 va cantar L'amico Fritz al Teatro Metastasio de Prato i dos anys més tard va guanyar el primer concurs com a tenor convocat per AS.LI.CO. L'èxit aconseguit al concurs li va obrir les portes dels principals teatres italians i posteriorment internacionals.
El 1951 va debutar al Teatre de la Scala amb Don Pasquale; en la mateixa temporada va actuar al Teatre Reial del Caire amb La traviata i La bohème, i al Teatro la Fenice de Venècia amb l'òpera contemporània Commedia sul ponte. De 1956 a 1963 va treballar per a la RAI, on va enregistrar vuit obres. El 1960 va debutar a Otello de Rossini al costat de Desdemona de Virginia Zeani, que posteriorment es va repetir a Roma, Pesaro, Nova York i Berlín. Es va establir una col·laboració artística amb la soprano romanesa en obres com La traviata, La bohème i Les contes d'Hoffmann. El 1962 va actuar al Teatre San Carlo de Nàpols a Falstaff, amb Tito Gobbi, Renata Tebaldi i Mirella Freni.
Es va retirar de l'escena a la segona meitat dels anys setanta. Es conserven diverses gravacions de Lazzari, tant a l'estudi com en directe.

## Repertori
| - Wolfgang Amadeus Mozart - Le nozze di Figaro (Don Basilio) - Die Entführung aus dem Serail (Belmonte) - Don Giovanni (Don Ottavio) - Baldassare Galuppi - La diavolessa (Falco) - Tommaso Traetta - Antigona (Adrasto) - Giovanni Paisiello - Fedra (Ippolito) - La molinara (Don Collandro) - Giovanni Battista Pergolesi - Lo frate 'nnamorato (Carlo) - Domenico Cimarosa - Le astuzie femminili (Filandro) - Saverio Mercadante - Elisa e Claudio (Claudio) - Gioachino Rossini - El barber de Sevilla (Il conte d'Almaviva) - Mosè in Egitto (Elisero) - La gazzetta (Alberto) - Il turco in Italia (Don Narciso) - Otello (Otello) - La Cenerentola (Don Ramiro) - Vincenzo Bellini - La sonnambula (Elvino) - Gaetano Donizetti - Don Pasquale (Ernesto) - L'elisir d'amore (Nemorino) - Lucia di Lammermoor (Edgardo) | - Valentino Fioravanti - Le cantatrici villane (Carlino) - Jules Massenet - Werther (Werther) - Manon (Des Grieux) - Giuseppe Verdi - Falstaff (Fenton) - La traviata (Alfredo Germont) - Giacomo Puccini - La bohème (Rodolfo) - Gianni Schicchi (Rinuccio) - Turandot (Truffaldino) - Daniel Auber - Fra Diavolo (Fra Diavolo) - Jacques Offenbach - Les contes d'Hoffmann (Hoffmann) - Pietro Mascagni - Lodoletta (Flammen) - L'amico Fritz (Fritz) - Ruggero Leoncavallo - I pagliacci (Arlecchino) - Giuseppe Pietri - Maristella (Giovanni) - Francesco Cilea - Gloria (Lionetto) - Adriana Lecouvreur (Maurizio) - L'Arlesiana (Federico) | - Richard Strauss - Die Liebe der Danae (Mercurio) - Hans Werner Henze - Boulevard Solitude (Armand Des Grieux) - Giulio Cesare Brero - Novella (Ruggeri) - Goffredo Petrassi - Morte dell'aria (Fotografo) - Gian Francesco Malipiero - Il festino (Giacinto) - Donna Urraca (Don Paolo) - Ermanno Wolf-Ferrari - I quatro rusteghi (Filipeto) - Gian Carlo Menotti - Amahl e i visitatori notturni (Re Gaspare) - Anton Rubinstein - Il demone (Principe Sinodal) - Flavio Testi - La Celestina (Parmeno) - Roman Vlad - Il dottore di vetro (Tersandro) - Mario Zafred - Amleto (Orazio) - Bohuslav Martinů - Commedia sul ponte (il maestro) - Vieri Tosatti - Partita a pugni (Secondo pugile) |